# Pouillac
Pouillac – miejscowość i gmina we Francji, w regionie Nowa Akwitania, w departamencie Charente-Maritime.
Według danych na rok 1990 gminę zamieszkiwały 243 osoby, a gęstość zaludnienia wynosiła 53 osób/km² (wśród 1467 gmin regionu Poitou-Charentes Pouillac plasuje się na 761. miejscu pod względem liczby ludności, natomiast pod względem powierzchni na miejscu 1089.).